# Phaeosphaeria padellana
Phaeosphaeria padellana är en svampart som beskrevs av Leuchtm. 1987. Phaeosphaeria padellana ingår i släktet Phaeosphaeria och familjen Phaeosphaeriaceae.   Inga underarter finns listade i Catalogue of Life.